# روهر ین نیدربایرن
روهر ین نیدربایرن (به آلمانی: Rohr in Niederbayern) یک شهر در آلمان است که در کلهایم واقع شده‌است.